# العلاقات التوفالية المدغشقرية
العلاقات التوفالية المدغشقرية هي العلاقات الثنائية التي تجمع بين توفالو ومدغشقر.

## مقارنة بين البلدين
هذه مقارنة عامة ومرجعية للدولتين:
| وجه المقارنة                                              | توفالو                         | مدغشقر                      |
| --------------------------------------------------------- | ------------------------------ | --------------------------- |
| المساحة (كم2)                                             | 26                             | 587.04 ألف                  |
| عدد السكان (نسمة)                                         | 11.19 ألف                      | 25.57 مليون                 |
| الكثافة السكانية (ن./كم²)                                 | 43.04 ألف                      | 43.56                       |
| العاصمة                                                   | فونافوتي                       | أنتاناناريفو                |
| اللغة الرسمية                                             | اللغة التوفالوية، لغة إنجليزية | اللغة الملغاشية، لغة فرنسية |
| العملة                                                    | دولار توفالو                   | أرياري مدغشقري              |
| الناتج المحلي الإجمالي (بليون دولار)                      | 39.73 مليون                    | 11.50 مليار                 |
| الناتج المحلي الإجمالي (تعادل القوة الشرائية) بليون دولار | 38.93 مليون                    | 35.51 مليار                 |
| الناتج المحلي الإجمالي الاسمي للفرد دولار أمريكي          | 3.29 ألف                       | 401                         |
| الناتج المحلي الإجمالي للفرد دولار أمريكي                 | 3.77 ألف                       | 1.44 ألف                    |
| مؤشر التنمية البشرية                                      |                                | 0.510                       |
| رمز المكالمات الدولي                                      | +688                           | +261                        |
| رمز الإنترنت                                              | .tv                            | .mg                         |
| المنطقة الزمنية                                           | ت ع م+12:00                    | ت ع م+03:00                 |

## منظمات دولية مشتركة
يشترك البلدان في عضوية مجموعة من المنظمات الدولية، منها:
| علم المنظمة | اسم المنظمة                                 | تاريخ انضمام توفالو | تاريخ انضمام مدغشقر |
| ----------- | ------------------------------------------- | ------------------- | ------------------- |
|             | مجموعة دول أفريقيا والكاريبي والمحيط الهادئ | ?                   | ?                   |
|             | منظمة حظر الأسلحة الكيميائية                | ?                   | ?                   |
|             | الأمم المتحدة                               | 5 سبتمبر 2000       | 20 سبتمبر 1960      |
|             | يونسكو                                      | 21 أكتوبر 1991      | 10 نوفمبر 1960      |
|             | مؤسسة التنمية الدولية                       | 24 يونيو 2010       | 25 سبتمبر 1963      |
|             | البنك الدولي للإنشاء والتعمير               | 24 يونيو 2010       | 25 سبتمبر 1963      |
|             | الاتحاد البريدي العالمي                     | ?                   | ?                   |
|             | الاتحاد الدولي للاتصالات                    | 15 أغسطس 1996       | 11 مايو 1961        |